# Cyprien Ntaryamira
Cyprien Ntaryamira (Mubimbi, 6 marzo 1955 – Kigali, 6 aprile 1994) è stato un politico burundese.
Settimo Presidente della repubblica del Burundi dal 5 febbraio al 6 aprile 1994. Fu assassinato mentre tornava in aereo, insieme al collega del Ruanda Juvénal Habyarimana da un colloquio di pace riguardante gli scontri etnici tra Hutu e Tutsi. L'aereo fu abbattuto da un missile terra-aria in circostanze ancora non ben chiarite.